# تاريخ جنوب إفريقيا العسكري خلال الحرب العالمية الأولى
شاركت جنوب أفريقيا في الحرب العالمية الأولى تلقائيًا عندما أعلنت الحكومة البريطانية الحرب على ألمانيا في أغسطس من عام 1914. نظرًا لوضعها كدولة دومينيون داخل الإمبراطورية البريطانية، لم تتمتع جنوب إفريقيا بالسلطة القانونية التي تسمح لها بممارسة سياسية خارجية مستقلة عن سياسة بريطانيا العظمى، على الرغم من تمتعها بمستويات كبيرة من الاستقلال الذاتي.
كانت جنوب إفريقيا في عام 1914 بعيدة عن كونها دولة موحدة ذات هوية وطنية واحدة، وقد مضى أربع سنوات فقط على الاتّحاد، ولم يكن السلام بعد حرب البوير الثانية (1899 - 1902) قد ألغى أثر الانقسامات العرقية العميقة بين السكان البيض.
كان إعلان الحرب محرّكًا لإيقاظ الحماسة الوطنية المكبوتة لدى بعض الأعراق، والتمرد الصريح من قبل البعض الآخر. كان البيض الناطقون بالإنجليزية الأكثر دعمًا، إذ وقفوا بقوة إلى جانب البلد الأم بريطانيا وتطوعوا بعشرات الآلاف. قاد الأفريقان (الجنوب أفريقيون البيض) المؤيدون للجمهورية، الغاضبون من النفوذ البريطاني تمردًا مسلّحًا ضد الحكومة في عام 1914، في محاولة لاستعادة استقلالهم ورفض التاج البريطاني. بينما كانت ردّة فعل السود في جنوب إفريقيا غير مبالية إلى حد كبير، إذ منعهم التشريع العرقي من حمل السلاح، وكان العديد منهم ما زال ينضمّ إلى خدمة العمل الوطنية، وآلاف آخرون يتوجهون إلى فرنسا بصفتهم مدنيين للقيام بأعمال يدوية. بينما رأى البعض أنها «حرب الرجل الأبيض»، كان البعض الآخر مقتنعًا بأن الولاء للتاج البريطاني سيأتي بنتيجة جيدة، وسيتحسن وضعهم السياسي بمجرد الانتصار في الحرب. أعلن المؤتمر الوطني للسكان الأصليين في جنوب إفريقيا (سلف المؤتمر الوطني الأفريقي) وقف الإجراءات القانونية ضد الحكومة، وتعهّد بتقديم الدعم الوطني الكامل للجهود الحربية.
بين عامي 1914 و1918، تطوع أكثر من 250.000 جنوب أفريقي من جميع الأجناس (من أصل 6 ملايين نسمة) لخدمة بلادهم. خدم آلاف آخرون في الجيش البريطاني مباشرةً، وانضم أكثر من 3000 إلى فيلق الطيران الملكي البريطاني. قاتل أكثر من 146000 أبيض، و83000 أسود، و2500 ملون وآسيوي في جنوب غرب إفريقيا الألماني، أو شرق إفريقيا، أو الشرق الأوسط، أو في أوروبا على الجبهة الغربية. قُتل أكثر من 7000 من جنوب إفريقيا، وأصيب قرابة 12000 أثناء الحرب. وحصل ثمانية من جنوب إفريقيا على ميدالية صليب فيكتوريا لشجاعتهم، ما يعتبر الوسام العسكري الأعلى والأرفع مستوىً في الإمبراطورية.

## اندلاع الحرب
بعد إعلان الحرب البريطانية على ألمانيا في 4 أغسطس 1914، أصبحت جنوب إفريقيا متورطة تلقائيًا في الصراع بسبب وضعها كدولة دومينيون داخل الإمبراطورية البريطانية. على الرغم من تمتع جنوب إفريقيا بمستويات كبيرة من الحكم الذاتي، كانت الأخيرة شبه مستقلة فقط، ولا يمكنها ممارسة سياسة خارجية مستقلة ومنفصلة عن تلك الخاصة بالمملكة المتحدة، والوضع مماثل في دول أخرى مثل أستراليا، وكندا، ونيوزيلندا.
رأى رئيس وزراء جنوب إفريقيا لويس بوثا أن الحرب أتاحت فرصة للتوسع الإقليمي، وأن جنوب إفريقيا يمكن أن تضم المستعمرات المجاورة الصغيرة مثل باسوتولاند (ليسوتو)، وبيتشوانالاند (بوتسوانا)، وسوازيلاند. أثبتت جنوب غرب إفريقيا الألمانية بالمثل أنها تطمح للتوسع. حتى أن وزير الدفاع الجنرال جان سموتس حاول إخفاء المخطّطات التي تتضمن أن احتلال شرق إفريقيا الألمانية يتيح الفرصة لاستخدام المنطقة في مفاوضات مع البرتغاليين مقابل النصف الجنوبي من موزمبيق. سيسمح مثل هذا الاتفاق للمنطقة الصناعية في ترانسفال بالاستفادة من الموانئ الأكثر قربًا في بيرا، ولورنكو ماركيز (مابوتو).
على الرغم من رفض بريطانيا التنازل عن المستعمرات لجنوب إفريقيا، وترددها بنفس القدر في مناقشة أي مطالبات إقليمية بعد الحرب، أصبح رئيس الوزراء بوتا، والجنرال سموتس من الأعضاء النشطين والموثوق بهم في المجلس الاستشاري الإمبراطوري للحرب، وسرعان اتفق الأطراف على أن جنوب إفريقيا قادرة على الدفاع عن نفسها بشكل كافٍ، وأن قوات الحامية البريطانية يمكن أن تنسحب للقتال في أوروبا. أقرت مناقشات أخرى قدرة جنوب إفريقيا على غزو جنوب غرب إفريقيا الألمانية، للاستيلاء على المنشآت البحرية الرئيسية، ومراكز الاتصالات اللاسلكية.